# Copa del Rey de baloncesto 1989
La Copa del Rey de baloncesto 1989 fue la número 53. Fue organizada por la ACB y su final se disputó en el Pazo dos Deportes de Riazor de La Coruña. Los partidos se celebraron entre el 15 de noviembre y 17 de noviembre de 1988 en diversas ciudades gallegas. Los cuartos de final se disputaron en Santiago de Compostela (Barcelona-Fórum Filatélico), Vigo (Joventut-Estudiantes y Real Madrid-Magia) y Ourense (CAI-Caja de Ronda) mientras las semifinales fueron en Ferrol (Real Madrid-Joventut) y Lugo (Barcelona-CAI).
Esta edición fue jugada por los 24 equipos de la Liga ACB 1988-89. Los ocho primeros clasificados de la temporada 1987-1988 pasaron directamente a octavos de final.

## Primera ronda
| Equipo 1            | Agr.    | Equipo 2             | Ida   | Vuelta |
| ------------------- | ------- | -------------------- | ----- | ------ |
| Puleva Baloncesto   | 161–153 | Pamesa Valencia      | 84–76 | 77–77  |
| Cacaolat Granollers | 179–184 | BBV Collado Villalba | 90–92 | 89–92  |
| Grupo IFA Español   | 157–168 | Cajabilbao           | 83–81 | 74–87  |
| TDK Manresa         | 166–165 | DYC Breogán          | 88–89 | 78–76  |
| Clesa Ferrol        | 168–197 | Taugrés Baskonia     | 94–98 | 74–99  |
| Valvi Girona        | 162–153 | Tenerife N.º 1       | 84–79 | 78–74  |
| CB Gran Canaria     | 170–162 | Mayoral Maristas     | 70–70 | 100–92 |
| Caja de Ronda       | 180–158 | Caja Guipúzcoa       | 85–93 | 95–65  |

## Octavos de final
| Equipo 1             | Agr.    | Equipo 2          | Ida   | Vuelta |
| -------------------- | ------- | ----------------- | ----- | ------ |
| Real Madrid          | 220–172 | Puleva Baloncesto | 98–83 | 122–89 |
| BBV Collado Villalba | 182–195 | Magia de Huesca   | 90–95 | 92–100 |
| RAM Joventut         | 158–143 | Cajabilbao        | 79–72 | 79–71  |
| TDK Manresa          | 174–175 | Estudiantes Bose  | 75–75 | 79–80  |
| FC Barcelona         | 174–163 | Taugrés           | 93–82 | 81–81  |
| Valvi Girona         | 172–174 | Fórum Valladolid  | 81–73 | 91–101 |
| CB Gran Canaria      | 148–176 | CAI Zaragoza      | 82–84 | 66–92  |
| Caja de Ronda        | 156–146 | Cajacanarias      | 81–80 | 75–66  |

## Fase final
|  | Cuartos de final | Cuartos de final | Cuartos de final |              |              | Semifinales     | Semifinales     | Semifinales     |  |             | Final           | Final           | Final           |  |
|  | 15 de noviembre  | 15 de noviembre  | 15 de noviembre  |              |              | 16 de noviembre | 16 de noviembre | 16 de noviembre |  |             | 17 de noviembre | 17 de noviembre | 17 de noviembre |  |
|  |                  |                  |                  |              |              |                 |                 |                 |  |             |                 |                 |                 |  |
|  |                  |                  |                  |              |              |                 |                 |                 |  |             |                 |                 |                 |  |
|  | RAM Joventut     | RAM Joventut     | 86               |              |              |                 |                 |                 |  |             |                 |                 |                 |  |
|  | RAM Joventut     | RAM Joventut     | 86               |              |              |                 |                 |                 |  |             |                 |                 |                 |  |
|  | Estudiantes Bose | Estudiantes Bose | 71               |              |              |                 |                 |                 |  |             |                 |                 |                 |  |
|  | Estudiantes Bose | Estudiantes Bose | 71               |              | RAM Joventut | RAM Joventut    | 74              |                 |  |             |                 |                 |                 |  |
|  |                  |                  |                  |              | RAM Joventut | RAM Joventut    | 74              |                 |  |             |                 |                 |                 |  |
|  |                  |                  | Real Madrid      | Real Madrid  | 99           |                 |                 |                 |  |             |                 |                 |                 |  |
|  | Real Madrid      | Real Madrid      | Real Madrid      | Real Madrid  | 99           | 88              |                 |                 |  |             |                 |                 |                 |  |
|  | Real Madrid      | Real Madrid      |                  |              |              |                 |                 |                 |  |             |                 |                 |                 |  |
|  | Magia de Huesca  | Magia de Huesca  | 64               |              |              |                 |                 |                 |  |             |                 |                 |                 |  |
|  | Magia de Huesca  | Magia de Huesca  | 64               |              |              |                 |                 |                 |  | Real Madrid | Real Madrid     | 85              |                 |  |
|  |                  |                  |                  |              |              |                 |                 |                 |  | Real Madrid | Real Madrid     | 85              |                 |  |
|  |                  |                  | FC Barcelona     | FC Barcelona | 81           |                 |                 |                 |  |             |                 |                 |                 |  |
|  | FC Barcelona     | FC Barcelona     | FC Barcelona     | FC Barcelona | 81           | 91              |                 |                 |  |             |                 |                 |                 |  |
|  | FC Barcelona     | FC Barcelona     |                  |              |              |                 |                 |                 |  |             |                 |                 |                 |  |
|  | Fórum Valladolid | Fórum Valladolid | 80               |              |              |                 |                 |                 |  |             |                 |                 |                 |  |
|  | Fórum Valladolid | Fórum Valladolid | 80               |              | FC Barcelona | FC Barcelona    | 88              |                 |  |             |                 |                 |                 |  |
|  |                  |                  |                  |              | FC Barcelona | FC Barcelona    | 88              |                 |  |             |                 |                 |                 |  |
|  |                  |                  | CAI Zaragoza     | CAI Zaragoza | 78           |                 |                 |                 |  |             |                 |                 |                 |  |
|  | CAI Zaragoza     | CAI Zaragoza     | CAI Zaragoza     | CAI Zaragoza | 78           | 115             |                 |                 |  |             |                 |                 |                 |  |
|  | CAI Zaragoza     | CAI Zaragoza     |                  |              |              |                 |                 |                 |  |             |                 |                 |                 |  |
|  | Caja de Ronda    | Caja de Ronda    | 110              |              |              |                 |                 |                 |  |             |                 |                 |                 |  |
|  | Caja de Ronda    | Caja de Ronda    | 110              |              |              |                 |                 |                 |  |             |                 |                 |                 |  |
|  |                  |                  |                  |              |              |                 |                 |                 |  |             |                 |                 |                 |  |

## Final
Real Madrid ganó su título número 21 gracias a los 28 puntos de Petrović, que ganó su único título en España.
| 17 de noviembre de 1988 | Real Madrid                                                    | 85–81                              | FC Barcelona                                      | |  |
| 20:30 GTM+1             | Marcador por tiempos: 43–48, 42–33                             | Marcador por tiempos: 43–48, 42–33 | Marcador por tiempos: 43–48, 42–33                | |  |
|                         | Estadísticas Petrović 27 Rogers 6 Martín, Petrović 2 Rogers 22 | Reporte Pts Reb Asts Val           | Estadísticas Epi 20 Norris 15 Waiters 3 Norris 21 | Pabellón: Riazor, La Coruña Asistencia: 8,000 espectadores Árbitros: Jesús León Arencibia, Álvaro Herrera |  |

| 1989 Copa del Rey Champions |
| --------------------------- |
| Real Madrid 21.º título     |